# Lola (Cameroun)
Pour les articles homonymes, voir Lola.
Lola est un village de la région du Centre du Cameroun. Lola est localisé dans l'arrondissement (commune) de Bondjock, département du Nyong-et-Kéllé.

## Population et société
Lola comptait 161 habitants lors du recensement de 2005. La population est constituée pour l’essentiel de Bassa. Lola dispose d'un collège d'enseignement technique, industriel et commercial créé par décret no 2011/2141/PM du 5 août 2011.
Dans les années 2012, un officier supérieur du nom de Bénoit Binam originaire du village a semé la terreur dans la localité.